# George W. Whitehead
George William Whitehead (* 2. August 1918 in Bloomington, Illinois; † 12. April 2004) war ein US-amerikanischer Mathematiker, der sich mit Topologie beschäftigte.
George Whitehead studierte an der University of Chicago, an der er 1941 bei Norman Steenrod promoviert wurde (Homotopy properties of the real orthogonal groups). Danach war er Instructor an der Purdue University und der Princeton University sowie Assistant Professor an der Brown University, bevor er 1949 Professor am Massachusetts Institute of Technology wurde. Dort erhielt er 1957 eine volle Professur und ging 1985 in den Ruhestand.
Whitehead war einer der Pioniere der algebraischen Topologie und Homotopietheorie. In den 1950er Jahren wandte er früh Spektralsequenzen zum Studium der Homotopiegruppen von Sphären an (unabhängig von Jean-Pierre Serre und Henri Cartan in Frankreich). 1942 führte er den J-Homormorphismus von Homotopiegruppen der speziellen orthogonalen Gruppen auf die Homotopiegruppen von Sphären ein in Erweiterung einer Konstruktion von Heinz Hopf. Besonders einflussreich war sein Aufsatz Generalized Homology Theories von 1962.
1972 wurde er Mitglied der National Academy of Sciences und 1954 der American Academy of Arts and Sciences. Er war Guggenheim Fellow und 1955/56 Fulbright Research Scholar. 1962 war er Invited Speaker auf dem Internationalen Mathematikerkongress in Stockholm (Some aspects of stable homotopy theory).
Zu seinen Doktoranden gehören Robert Aumann und John Coleman Moore.
Er sollte nicht mit John Henry Constantine Whitehead verwechselt werden, nach dem das Lemma von Whitehead, das zur Definition der K1-Gruppe führt, und der Satz von Whitehead, der die Homotopieäquivalenz zwischen CW-Komplexen charakterisiert, benannt sind.

## Schriften
- Recent advances in homotopy theory, American Mathematical Society 1970
- Elements of homotopy theory, Springer Verlag, Graduate Texts in Mathematics, 1978
- Homotopy Theory, MIT Press 1966
- Homotopy groups of spheres.  Proceedings of the International Congress of Mathematicians, Cambridge, Mass., 1950, vol. 2,  pp. 358–362. Amer. Math. Soc., Providence, R. I., 1952.
- A generalization of the Hopf invariant. Ann. of Math. (2) 51 (1950), 192–237.
- Generalized homology theories. Trans. Amer. Math. Soc. 102 (1962), 227–283.